# Acqualunga Badona
Acqualunga Badona è una frazione del comune italiano di Paderno Ponchielli. Costituì un comune autonomo fino al 1867.